# 吉野町 (さいたま市)
吉野町（よしのちょう）は、埼玉県さいたま市北区の町丁。現行行政地名は吉野町一丁目および吉野町二丁目。住居表示未実施地区。郵便番号は331-0811。本項では吉野町の前身である大字吉野原（よしのはら）についても述べる。 

## 地理
埼玉県さいたま市北区最北端の大宮台地上に位置する。東側を上尾市 上尾下や同原市、南側を今羽町や本郷町や宮原町、西側を別所町、北側を上尾市栄町や同日の出と隣接する。地区東部の芝川周辺はかつての見沼の北端にあたり、吉野原と呼ばれる湿地帯であった。全体的に市街化区域に指定されているが、芝川のすぐ西側を平行する市道を境に東側は市街化調整区域に指定されている。国道17号と国道16号が交差していることから交通の便がよく、吉野原工業団地が形成されている。卸売市場などもある。生産緑地地区としての農地も地内に点在する。
旧石器時代から平安期の遺跡である吉野原遺跡や縄文時代中期の吉野町遺跡が地内に所在する。

### 地価
住宅地の地価は、2015年（平成27年）1月1日の公示地価によれば吉野町二丁目207番地18の地点で122,000円/m2となっている。

## 歴史
もとは江戸期より存在した武蔵国足立郡吉野領に属する吉野原村、古くは室町期 - 戦国期より見出せる大宮郷に属する吉野村であった。近世は原村とも称された。村内は上郷および下郷に区分けされていた。村高は正保年間の『武蔵田園簿』では496石余（田137石余、畑359石余）、『元禄郷帳』および『天保郷帳』では510石余であった。助郷は中山道上尾宿に出役していた。化政期の戸数は77軒で、村の規模は東西10町、南北30町であった。紅花の生産が幕末に行われ、主に桶川宿へ出荷していた。
- はじめは幕府領、正保年間（1645 - 1648年）に一部が旗本戸田氏の知行となる[6]。
- 1661年（寛文元年）より残余の幕府領は旗本伏見氏の知行となり2氏の相給となる[6]。なお、検地は1707年（宝永4年）に実施。
- 1828年（文政11年）より上尾宿寄場64か村組合に所属[6]。
- 幕末の時点では足立郡に属し、明治初年の『旧高旧領取調帳』の記載によると、旗本戸田中務および伏見猪之助の知行[10]。
- 1869年（明治2年）12月2日 - 旗本領が上知され、浦和県の管轄となる（府藩県三治制も参照）。
- 1871年（明治4年）11月13日 - 第1次府県統合により埼玉県の管轄となる。
- 1879年（明治12年）3月17日 - 郡区町村編制法により成立した北足立郡に属す。郡役所は浦和宿に設置。
- 1889年（明治22年）4月1日 - 町村制施行に伴い、北足立郡吉野原村は、北足立郡加茂宮村、奈良瀬戸村、大谷別所村と合併し宮原村となる。加茂宮村の宮と吉野原村の原から名前が採られた。吉野原村は宮原村の大字吉野原となる。
- 1940年（昭和15年）11月3日 - 大宮町・日進村・三橋村・宮原村・大砂土村が合併し、大宮市が発足[11]。大宮市の大字となる。
- 1958年（昭和33年） - 地内に宮原公営住宅が建設される[6]。
- 1962年（昭和37年）
  - 4月 - 地内に川口上尾線が開通する。
  - 5月1日 - 土地区画整理事業により、大字吉野原から吉野町一丁目・二丁目が成立[12]。また、同日大宮バイパスが開通する[13]（全線開通は1963年3月）。
  - 11月16日 - 吉野原工業団地の造成が完了する[13]。
- 1967年（昭和42年）9月 - 地内に大宮栗橋線（現・埼玉県道3号さいたま栗橋線）が開通する。なお、重複となる国道16号東大宮バイパスはまだ開通しておらず、1981年（昭和56年）に開通している。
- 1969年（昭和44年）3月29日 - 地内に銀鈴幼稚園が開園する[14]。
- 1975年（昭和50年）2月28日 - 地内に清美幼稚園が開園する[14]。
- 1982年（昭和57年）
  - 6月23日 - 地内に東北新幹線が開業する。
  - 11月15日 - 地内に上越新幹線が開業する。
- 1983年（昭和58年）12月22日 - 埼玉新都市交通伊奈線（ニューシャトル）が開業し、地内に今羽駅および吉野原駅が開業する。
- 2000年（平成12年）
  - 4月10日 - 地内に宮原コミュニティセンターが開館する[15]。
  - 7月1日 - 宮原コミュニティセンター内に大宮市立宮原図書館（現・さいたま市立宮原図書館）が開館する。
- 2001年（平成13年）5月1日 - 浦和市・大宮市・与野市が合併し、さいたま市が発足。同市の町丁となる。
- 2003年（平成15年）4月1日 - さいたま市が政令指定都市に移行し、同市北区の町丁となる。

### 吉野原村に存在していた小字
- 鈴木・神山・新堀・神山前・野久保・原・市場・夷屋・新田[16]

## 世帯数と人口
2017年〈平成29年〉9月1日時点の世帯数と人口は、以下のとおりである。
| 丁目         | 世帯数    | 人口     |
| ------------ | --------- | -------- |
| 吉野町一丁目 | 3,015世帯 | 6,872人  |
| 吉野町二丁目 | 1,868世帯 | 4,087人  |
| 計           | 4,883世帯 | 10,959人 |

## 小・中学校の学区
市立小・中学校に通う場合、学区（校区）は以下のとおりとなる。
| 丁目         | 区域                                                              | 小学校                 | 中学校                 |
| ------------ | ----------------------------------------------------------------- | ---------------------- | ---------------------- |
| 吉野町一丁目 | 1〜6番地 11〜17番地 24〜28番地 41〜53番地 55〜57番地 400〜406番地 | さいたま市立泰平小学校 | さいたま市立宮原中学校 |
| 吉野町一丁目 | その他                                                            | さいたま市立宮原小学校 | さいたま市立宮原中学校 |
| 吉野町二丁目 | 全域                                                              | さいたま市立宮原小学校 | さいたま市立宮原中学校 |

## 交通

### 鉄道
吉野町一丁目の南東部・北東部および吉野町二丁目の南東部を東北新幹線・上越新幹線・埼玉新都市交通伊奈線（ニューシャトル）が通り、吉野町一丁目に埼玉新都市交通伊奈線（ニューシャトル）の今羽駅および吉野原駅がある。最寄り駅は地点によって異なり、今羽駅・吉野原駅のほか、東日本旅客鉄道（JR東日本）高崎線の宮原駅、同上尾駅、埼玉新都市交通伊奈線（ニューシャトル）の原市駅を最寄りとする地点もある。

### 道路
- 国道17号（大宮バイパス）
- 国道16号（東大宮バイパス）
  - 吉野町インターチェンジ
- 埼玉県道3号さいたま栗橋線 - 国道16号と重複
- 埼玉県道35号川口上尾線（産業道路）
- 埼玉県道164号鴻巣桶川さいたま線（旧中山道）

## 地域

### 寺社・史跡
- 吉野神社
- 南方神社
- 魚市場氷川神社
- 八幡宮
- 真言宗智山派清浄院
  - 清浄院不動堂
- 緑慶寺

### 公園・緑地
- つつじヶ丘公園
- 吉野公園
- 前谷公園
- 吉野緑地公園
- 吉野団地公園
- 吉野第二公園
- 神山公園
- 新堀公園
- 浅間公園
- 夷屋公園
- 仲原公園
- 松原公園（一部）

### 施設
- 宮原コミュニティセンター
  - さいたま市立宮原図書館
- 卸売市場
- 大宮青果市場

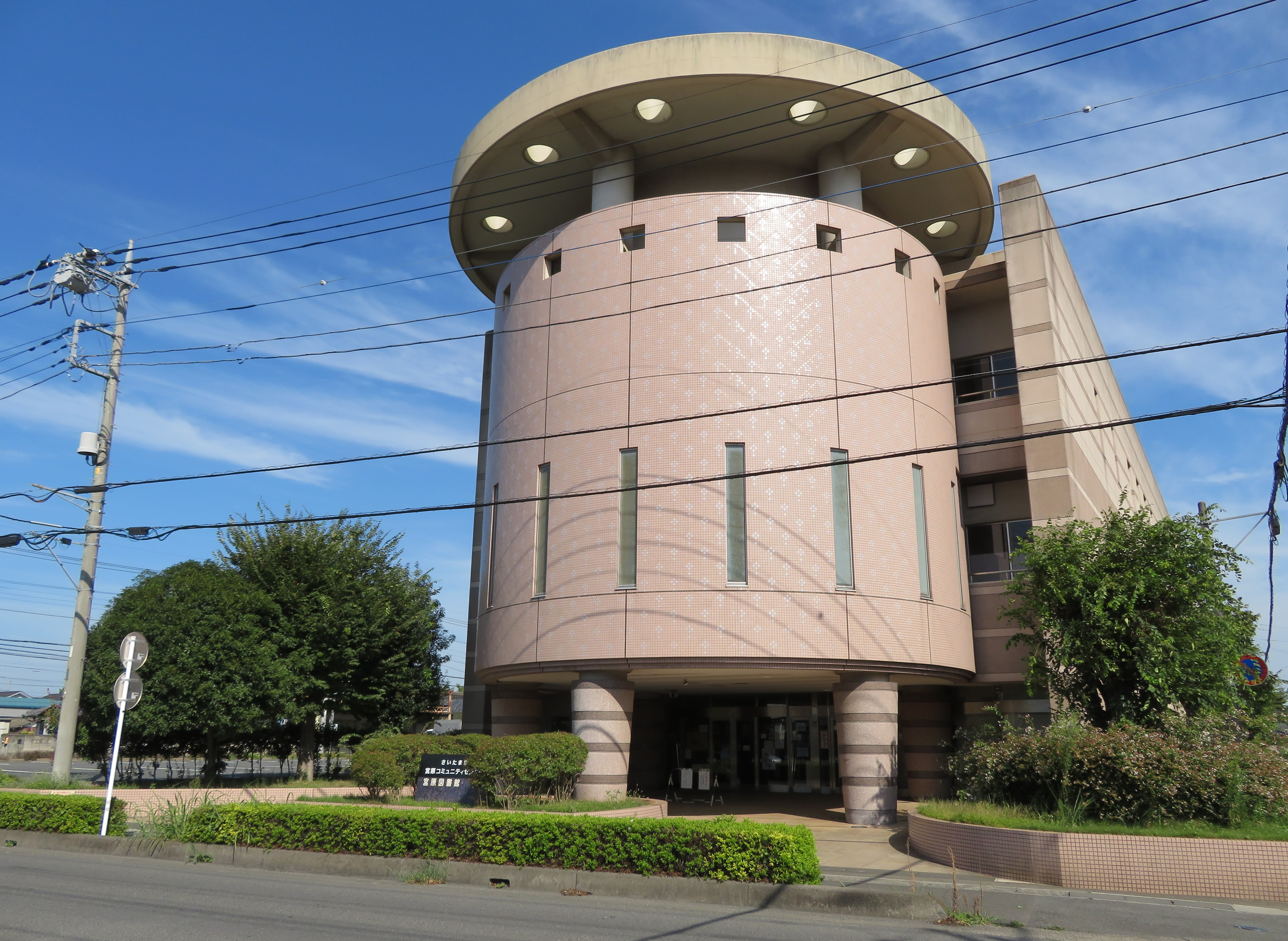
宮原コミュニティセンター

- 国土交通省 関東地方整備局 大宮国道事務所
- 大宮吉野町郵便局
- 宮原団地
  - 宮原団地住宅自治会集会所
- 清美幼稚園
- 銀鈴幼稚園
- 創価学会さいたま北文化会館

工場・事業所
- 日本製罐
- 大正製薬
- 日立ニコトランスミッション
- 北川鉄工所
- 信越ポリマー
- 埼玉新聞社（2008年に浦和区から移転）